# Moby
Moby, artiestennaam van Richard Melville Hall (New York, 11 september 1965), is een Amerikaanse popmuzikant, singersongwriter,producer en DJ. Hij behaalde internationale successen met nummers als Go (1991), Feeling so real (1994), Why does my heart feel so bad? (1999), Natural blues (2000), Porcelain (2000), We are all made of stars (2002) en Disco lies (2008). Zijn albums Play (1999) en 18 (2002) verkochten wereldwijd miljoenen exemplaren. Sommige van zijn albums zijn vergezeld van essays over politiek, religie en veganisme. De artiestennaam Moby ontleende hij aan het boek Moby-Dick, geschreven door zijn oud-oudoom Herman Melville.
Naast zijn werk onder de artiestennaam Moby bracht Hall ook twee albums en een aantal singles uit onder de naam Voodoo Child. Verder remixt Moby regelmatig nummers van andere artiesten, onder wie Michael Jackson, Metallica, David Bowie, Wolfpack, Daft Punk, Pet Shop Boys, Prince en The Smashing Pumpkins.

## Biografie

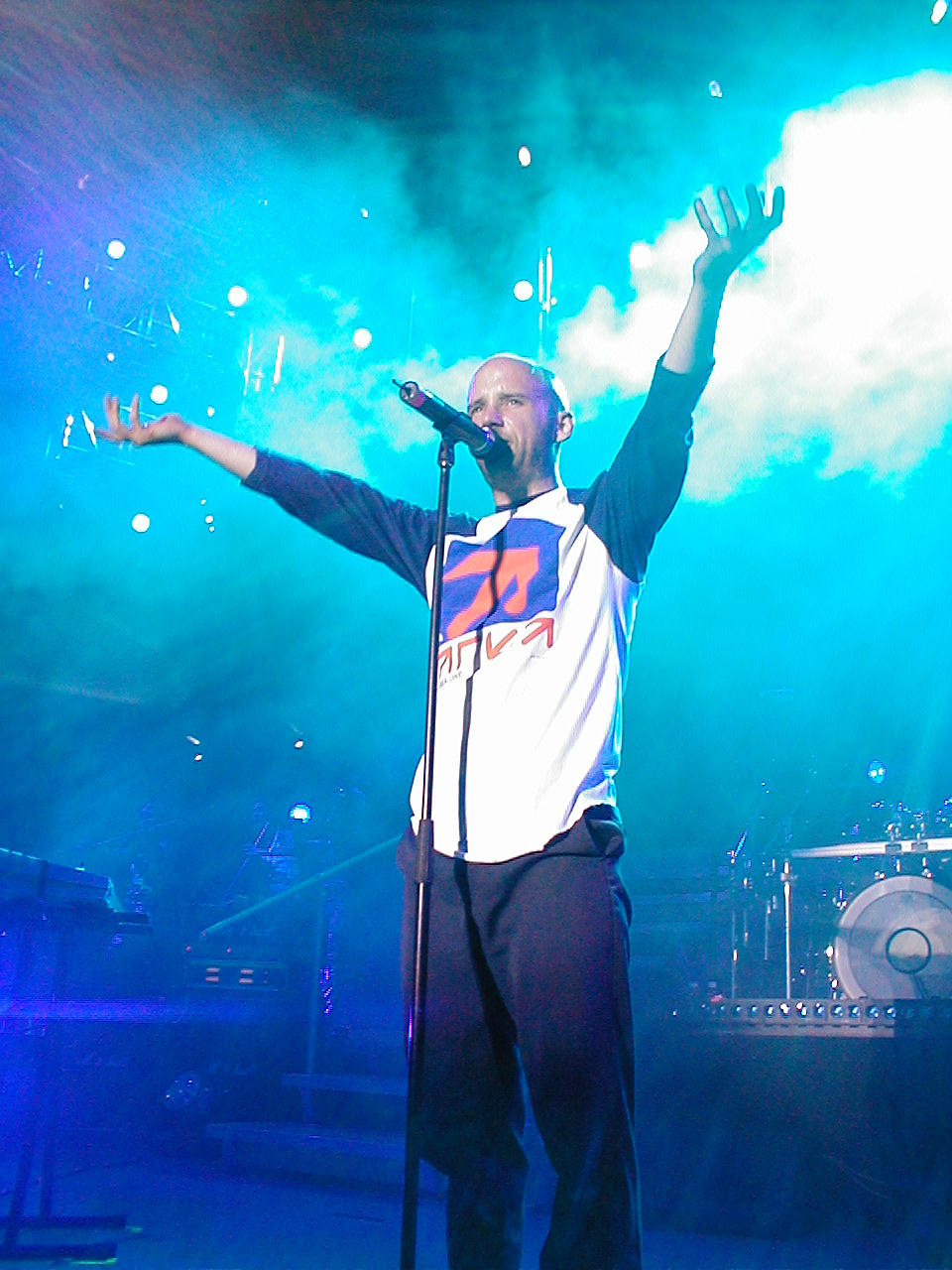
Moby op het Area festival, waarvan hijzelf de oprichter was, 2001

Moby werd geboren in de wijk Harlem in het New Yorkse stadsdeel Manhattan, als enig kind. Zijn ouders hadden veel ruzie en zijn vader kwam om bij een auto-ongeluk toen Moby twee jaar oud was. Met zijn moeder verhuisde hij naar Connecticut waar hij opgroeide.
Op zijn negende begon hij al gitaar te spelen, later speelde hij in punkrockbands. Tijdens zijn tienerjaren speelde hij bij de hardcore punkband Vatican Commandos. Eind jaren 80 verhuisde hij terug naar New York en werkte daar als dj, producer en remixer. 
In de eerste helft van de jaren negentig maakte Moby naam met trance en housemuziek. Hij scoorde in 1991 zijn eerste hit met Go. Dit nummer was gebaseerd op het nummer Laura Palmer's theme van Twin Peaks: Fire Walk With Me. Zijn debuutalbum Moby verscheen in 1992. Zijn eerste commercieel succesvolle album was echter Everything is wrong uit 1995, met daarop de hits Feelin' so real en Everytime you touch me.
In 1996 verscheen het album Animal rights, dat een heel andere kant van Moby liet horen: punk en metal. Het in 1997 verschenen album I like to score bevatte echter weer elektronische muziek; het is een compilatie van door Moby gemaakte filmmuziek voor langspeelfilms en series. Zijn bewerking van de James Bond Theme werd een hit.
In 1999 brak Moby internationaal pas echt door met zijn album Play. Dit album bevat rustige elektronische popdeuntjes met veel lounge-, triphop- en ambient-invloeden. Van dit album verschenen acht singles, waaronder hits als Bodyrock, Porcelain en Why does my heart feel so bad?. De tekenfilm-clip voor het laatste nummer maakte Moby zelf. Play bereikte de nummer 1-positie in onder meer Frankrijk, Australië en het Verenigd Koninkrijk en werd tevens in veel landen onderscheiden met platina. In de Nederlandse Album Top 100 stond het album bijna twee jaar genoteerd.
Het volgende album, 18 uit 2002, gaat verder waar Play ophield. Ook dit album werd een groot succes en bereikte in vele landen de eerste plaats. De single We are all made of stars werd een bescheiden hit. In 2005 verscheen Moby's zevende studioalbum Hotel. Dat album is wat meer divers; het bevat rustige nummers zoals op 18, maar ook poprock-nummers. In 2006 verscheen het verzamelalbum Go - The very best of Moby, dat (net als 18 en Hotel) de eerste plaats bereikte van de Vlaamse albumlijst.
Op zijn album Last night uit 2008 grijpt Moby terug naar discomuziek van de jaren 80. In hetzelfde jaar werkte hij samen met andere bekende artiesten uit de VS, het Verenigd Koninkrijk, Canada en Zuid-Afrika aan het album Songs for Tibet, een steunbetuiging aan Tibet en dalai lama Tenzin Gyatso. Songs for Tibet verscheen tegelijkertijd met de Olympische Zomerspelen 2008 in de Volksrepubliek China. Sinds de Invasie van Tibet in 1950-1951 bezet China het land met - volgens critici - een wijdverbreide politieke, religieuze en culturele onderdrukking tot gevolg.
In 2009 bracht Moby het album Wait for me uit. Het rustige, downtempo album wordt vergezeld van een bonus-cd met ambient-nummers. Zijn volgende album, Destroyed, kwam uit in 2011. Op dit album verwijst Moby naar de lange slapeloze nachten die hij in steden doorbrengt (Moby lijdt tijdens zijn tournees aan slapeloosheid). Hij probeerde deze eenzame sfeer in het album door te laten klinken. Het vijftiende studioalbum van Moby verscheen in maart 2018: Everything was beautiful, and nothing hurt. 
Het album All Visible Objects kwam uit in maart 2020. De opbrengst hiervan ging naar goede doelen. 
In 2021 werd de biografische documentaire Moby Doc uitgebracht. Zijn album Reprise kwam op hetzelfde moment uit eind mei 2021. Hiervoor werden een aantal van zijn bekende nummers in een klassieke uitvoering opgenomen met het Budapest Art Orchestra. Op 12 mei 2023 verscheen Resound NYC, een album met herwerkte versies van oudere nummers met gastvocalisten. Sinds 2023 maakt hij de podcast Mobypod. 
In juni 2024 bracht hij het album Always Centered at Night uit. Naar aanleiding van 25 jaar Play toerde Moby na meer dan tien jaar in 2024 gedurende een week door Europa. Op 21 september trad hij met zeven muzikanten en zangeressen op in het Sportpaleis in Antwerpen. Alle opbrengsten van de tournee werden aan dierenrechten- en vegan organisaties doorgestort. Hij is dierenrechtenactivist en overtuigd veganist.

## Discografie

### Albums
| Album met eventuele hitnotering(en) in de Nederlandse Album Top 100 | Datum van verschijnen | Datum van binnenkomst | Hoogste positie | Aantal weken | Opmerkingen                |
| ------------------------------------------------------------------- | --------------------- | --------------------- | --------------- | ------------ | -------------------------- |
| Moby                                                                | 27 juli 1992          | -                     | -               | -            |                            |
| Ambient                                                             | 17 augustus 1993      | -                     | -               | -            |                            |
| Everything is wrong                                                 | 13 maart 1995         | 1 april 1995          | 43              | 6            |                            |
| Animal rights                                                       | 23 september 1996     | -                     | -               | -            |                            |
| I like to score                                                     | 21 oktober 1997       | -                     | -               | -            | Verzamelalbum              |
| Play                                                                | 17 mei 1999           | 4 maart 2000          | 5               | 101          | 2x Platina                 |
| 18                                                                  | 10 mei 2002           | 18 mei 2002           | 2               | 65           | Goud                       |
| Hotel                                                               | 14 maart 2005         | 19 maart 2005         | 2               | 19           |                            |
| Go - The very best of Moby                                          | 3 november 2006       | 11 november 2006      | 25              | 13           | Verzamelalbum              |
| Last night                                                          | 28 maart 2008         | 5 april 2008          | 22              | 9            |                            |
| Wait for me                                                         | 26 juni 2009          | 4 juli 2009           | 16              | 11           |                            |
| Destroyed                                                           | 13 mei 2011           | 21 mei 2011           | 14              | 6            |                            |
| Innocents                                                           | 27 september 2013     | 5 oktober 2013        | 25              | 3            |                            |
| These systems are failing                                           | 14 oktober 2016       | -                     | -               | -            | met The Void Pacific Choir |
| Everything was beautiful, and nothing hurt                          | 2 maart 2018          | 10 maart 2018         | 90              | 1            |                            |

| Album met hitnotering(en) in de Vlaamse Ultratop 200 albums | Datum van verschijnen | Datum van binnenkomst | Hoogste positie | Aantal weken | Opmerkingen                |
| ----------------------------------------------------------- | --------------------- | --------------------- | --------------- | ------------ | -------------------------- |
| Animal rights                                               | 1996                  | 12 oktober 1996       | 41              | 5            |                            |
| Play                                                        | 1999                  | 19 juni 1999          | 3               | 76           | 2x Platina                 |
| 18                                                          | 2002                  | 18 mei 2002           | 1 (2wk)         | 45           | Platina                    |
| Baby monkey                                                 | 2004                  | 21 februari 2004      | 67              | 4            | als Voodoo Child           |
| Hotel                                                       | 2005                  | 19 maart 2005         | 1 (3wk)         | 37           | Goud                       |
| Go - The very best of Moby                                  | 2006                  | 11 november 2006      | 1 (2wk)         | 37           | Verzamelalbum / Goud       |
| Go - The very best of Moby (Remixed)                        | 2007                  | 17 maart 2007         | 33              | 5            |                            |
| Last night                                                  | 2008                  | 5 april 2008          | 2               | 22           | Goud                       |
| Wait for me                                                 | 2009                  | 4 juli 2009           | 2               | 37           | Goud                       |
| Destroyed                                                   | 2011                  | 21 mei 2011           | 6               | 16           |                            |
| Innocents                                                   | 2013                  | 5 oktober 2013        | 7               | 19           |                            |
| Hotel: Ambient                                              | 2016                  | 4 juni 2016           | 162             | 2            |                            |
| These systems are failing                                   | 2016                  | 22 oktober 2016       | 46              | 8            | met The Void Pacific Choir |
| Everything was beautiful, and nothing hurt                  | 2018                  | 10 maart 2018         | 8               | 10           |                            |

### Singles
| Single met eventuele hitnotering(en) in de Nederlandse Top 40 | Datum van verschijnen | Datum van binnenkomst | Hoogste positie | Aantal weken | Opmerkingen                                         |
| ------------------------------------------------------------- | --------------------- | --------------------- | --------------- | ------------ | --------------------------------------------------- |
| Go                                                            | 1991                  | 23 november 1991      | 6               | 9            | Nr. 9 in de Nationale Top 100                       |
| Move (You make me feel so good)                               | 1993                  | 16 oktober 1993       | 32              | 3            | Nr. 23 in de Mega Top 50                            |
| Feeling so real                                               | 1994                  | 3 december 1994       | 10              | 7            | Nr. 12 in de Mega Top 50                            |
| Everytime you touch me                                        | 1995                  | 11 maart 1995         | 18              | 5            | Alarmschijf / Nr. 25 in de Mega Top 50              |
| Bring back my happiness                                       | 1995                  | 2 december 1995       | tip16           | -            | Dancesmash op Radio 538                             |
| James Bond theme (Moby's re-version)                          | 1997                  | 15 november 1997      | 27              | 4            | Nr. 37 in de Mega Top 100 / Dancesmash op Radio 538 |
| Honey                                                         | 1998                  | -                     |                 |              | Nr. 94 in de Mega Top 100                           |
| Why does my heart feel so bad?                                | 1999                  | 30 oktober 1999       | tip5            | -            | Nr. 61 in de Mega Top 100                           |
| Natural blues                                                 | 2000                  | 11 maart 2000         | 32              | 2            | Nr. 66 in de Mega Top 100                           |
| Porcelain                                                     | 2000                  | 24 juni 2000          | 30              | 2            | Nr. 68 in de Mega Top 100                           |
| Find my baby                                                  | 2000                  | 25 november 2000      | tip9            | -            | Nr. 94 in de Mega Top 100                           |
| We are all made of stars                                      | 2002                  | 13 april 2002         | tip3            | -            | Nr. 54 in de Mega Top 100                           |
| Extreme ways                                                  | 2002                  | 3 augustus 2002       | tip16           | -            | Soundtrack van The Bourne Identity                  |
| In this world                                                 | 2002                  | 19 oktober 2002       | tip6            | -            | Nr. 47 in de Mega Top 50                            |
| Sunday (The day before my birthday)                           | 2003                  | -                     |                 |              | Nr. 93 in de B2B Single Top 100                     |
| Lift me up                                                    | 2005                  | 12 maart 2005         | 32              | 3            | Nr. 23 in de B2B Single Top 100                     |
| New York, New York                                            | 3 november 2006       | -                     |                 |              | met Debbie Harry / Nr. 64 in de B2B Single Top 100  |
| Disco lies                                                    | 2008                  | 23 februari 2008      | tip5            | -            | Nr. 67 in de B2B Single Top 100                     |
| Natural blues                                                 | 2018                  | 13 januari 2018       | tip2            | -            | met Showtek                                         |

| Single met hitnotering(en) in de Vlaamse Ultratop 50 | Datum van verschijnen | Datum van binnenkomst | Hoogste positie | Aantal weken | Opmerkingen            |
| ---------------------------------------------------- | --------------------- | --------------------- | --------------- | ------------ | ---------------------- |
| Go                                                   | 1991                  | 14 december 1991      | 20              | 9            |                        |
| Everytime you touch me                               | 1995                  | 8 april 1995          | 46              | 5            |                        |
| That's when I reach for my revolver                  | 1996                  | 5 oktober 1996        | tip14           | -            |                        |
| James Bond theme (Moby's re-version)                 | 1997                  | 17 januari 1998       | 44              | 2            |                        |
| Why does my heart feel so bad?                       | 1999                  | 20 november 1999      | tip11           | -            |                        |
| Natural blues                                        | 2000                  | 18 maart 2000         | tip5            | -            |                        |
| Porcelain                                            | 2000                  | 1 juli 2000           | tip4            | -            |                        |
| We are all made of stars                             | 2002                  | 4 mei 2002            | tip4            | -            |                        |
| In this world                                        | 2002                  | 16 november 2002      | 19              | 11           |                        |
| Sunday (The day before my birthday)                  | 2003                  | 15 maart 2003         | tip9            | -            |                        |
| Jam for the ladies                                   | 2003                  | 16 augustus 2003      | tip14           | -            | met Princess Superstar |
| Lift me up                                           | 2005                  | 12 maart 2005         | 8               | 16           |                        |
| Raining again                                        | 2005                  | 28 mei 2005           | tip7            | -            |                        |
| Beautiful                                            | 2005                  | 10 september 2005     | tip16           | -            |                        |
| Slipping away                                        | 2006                  | 18 februari 2006      | tip9            | -            |                        |
| New York, New York                                   | 2006                  | 11 november 2006      | 38              | 7            | met Debbie Harry       |
| Disco lies                                           | 2008                  | 1 maart 2008          | 4               | 22           |                        |
| I love to move in here                               | 2008                  | 19 april 2008         | 47              | 1            |                        |
| Pale horses                                          | 2009                  | 27 juni 2009          | 20              | 5            |                        |
| Mistake                                              | 2009                  | 5 september 2009      | tip2            | -            |                        |
| Wait for me                                          | 2010                  | 15 mei 2010           | 45              | 1            |                        |
| Lie down in darkness                                 | 11 juli 2011          | 13 augustus 2011      | tip35           | -            |                        |
| Go (Hi-Lo remix)                                     | 2016                  | 16 juli 2016          | tip             | -            |                        |
| Natural blues                                        | 2018                  | 13 januari 2018       | tip             | -            | met Showtek            |
| A$AP forever                                         | 2018                  | 14 april 2018         | tip             | -            | met A$AP Rocky         |

### NPO Radio 2 Top 2000
| Nummers met noteringen in de NPO Radio 2 Top 2000 | '14  | '15  | '16  | '17  | '18  | '19  | '20  | '21  | '22  | '23 | '24  |
| ------------------------------------------------- | ---- | ---- | ---- | ---- | ---- | ---- | ---- | ---- | ---- | --- | ---- |
| Porcelain                                         | 1028 | 928  | 908  | 902  | 893  | 1002 | 979  | 923  | 851  | 810 | 715  |
| Why Does My Heart Feel So Bad?                    | 1248 | 1144 | 1295 | 1064 | 1230 | 1245 | 1157 | 1160 | 1190 | 949 | 1152 |

1. ↑  Een vetgedrukt getal geeft de hoogste notering van een nummer aan.
2. ↑  2014 was het eerste jaar met een notering voor Moby.

## Trivia
- Moby is een veganist.
- Moby woonde in de wijk Little Italy, Manhattan en verhuisde in 2010 naar Los Angeles. Zijn opnamestudio bevindt zich in zijn huis.[7]
- Moby heeft (mede) de muziek voor de documentaire Earthlings gemaakt.
- Moby was enkele jaren de eigenaar van een veganistisch restaurant Little Pine.
- Moby heeft het nummer Walk on water van Ozzy Osbourne geproduceerd en was coauteur van nummers voor Britney Spears en Sophie Ellis-Bextor.
- Hij tekent en fotografeert sinds zijn jeugd. Hij publiceerde o.a. het fotoboek Destroyed tegelijk met het gelijknamige album.[8]